# Mato Grosso do Sul
Mato Grosso do Sul é uma das 27 unidades federativas do Brasil. Localiza-se no sul da Região Centro-Oeste. Limita-se com cinco estados brasileiros: Mato Grosso (norte), Goiás e Minas Gerais (nordeste), São Paulo (leste) e Paraná (sudeste); e dois países sul-americanos: Paraguai (sul e sudoeste) e Bolívia (oeste). É dividido em 79 municípios e ocupa uma área é de 357 142,082 km², com tamanho comparável à Alemanha. Com uma população de 2 757 013 habitantes em 2022, Mato Grosso do Sul é o 21º estado mais populoso do Brasil.
A capital e município mais populoso de Mato Grosso do Sul é Campo Grande. Outros municípios com população superior a cem mil habitantes são Dourados, Três Lagoas e Corumbá. A extremidade ocidental do estado é coberta pelo Pantanal; o noroeste cobre as planícies; e o leste cobre os planaltos com as serras escarpadas da Bodoquena. Paraguai, Paraná, Paranaíba, Miranda, Aquidauana, Taquari, Negro, Apa e Correntes são os rios mais importantes. As principais atividades econômicas são agricultura (soja, milho, algodão, arroz, cana-de-açúcar); a pecuária (gado bovino); a mineração (ferro, manganês, calcário); e a indústria (alimentícia, de cimento, de mineração).
O desejo de desmembrar Mato Grosso do Sul de Mato Grosso se iniciou nas primeiras décadas do século XX, com uma revolta sob a liderança do coronel João da Silva Barbosa, resultando que os rebeldes foram derrotados. O norte sempre teve resistência, por ter medo de que o estado se esvaziasse economicamente. Por ocasião da Revolução Constitucionalista de 1932, efetivou-se a adesão do sul ao movimento, sob a condição de que se fosse vitorioso seria dividido o antigo estado. No dia 11 de outubro de 1977, finalmente concretizou-se o desmembramento de Mato Grosso do Sul, que o presidente Ernesto Geisel elevou à categoria de estado em 1º de janeiro de 1979, sendo Harry Amorim Costa o primeiro governador empossado, além da Assembleia Constituinte. O acontecimento das primeiras eleições deu-se apenas em 1982. Como justificativa de desmembrar o novo estado, foi argumentado pelo governo federal que a grande extensão da área do antigo estado tornava-o difícil de administrar, além da apresentação dos verdadeiros ambientes naturais diferenciados.
O município de Bonito se destaca como um polo turístico nacional, enquanto o estado tem como bebida típica o tereré, que é o seu patrimônio imaterial, sendo Mato Grosso do Sul também o estado-símbolo dessa bebida e maior produtor de erva-mate da Região Centro-Oeste do Brasil. O uso desta bebida, derivada da erva-mate (Ilex paraguariensis), nativa do Planalto Meridional do Brasil, é de origem pré-colombiana. O Aquífero Guarani compõe parte do subsolo do estado, sendo Mato Grosso do Sul detentor da maior porcentagem do aquífero dentro do território brasileiro.

## Etimologia e linguística
O termo "Mato Grosso do Sul" deriva do nome do vizinho "Mato Grosso", estado do qual aquele foi desmembrado quando de sua criação. Já a origem do termo "Mato Grosso" é incerta, acreditando-se que venha de um nome indígena usado para designar parte da região - a palavra guarani kaaguazú (kaa, "bosque", "mata" e guazú, "grande", "volumoso"), que significaria, aproximadamente, "Mato Grosso".
Assim como o vizinho estado de Mato Grosso, o uso oficial, localmente, rejeita sempre o artigo definido junto ao nome do estado: diz-se "governo de Mato Grosso do Sul", "governador de Mato Grosso do Sul", "constituição do estado de Mato Grosso do Sul", "em Mato Grosso do Sul".

## História

### Primeiros tempos
Os primeiros habitantes de Mato Grosso do Sul eram povos indígenas como os guaranis, terenas e caiapós.
O primeiro europeu a pisar em terras sul-mato-grossenses teria sido o português Aleixo Garcia, em 1524, em uma expedição que partiu do litoral do que é hoje Santa Catarina que visava a encontrar as riquezas do Peru.
A região de Mato Grosso do Sul estava, no século XVIII, no caminho das monções, expedições fluviais que ligavam a vila de Araritaguaba a Cuiabá, onde se descobriram minas de ouro em 1718. Foi nesse contexto que paulistas se estabeleceram no atual território sul-mato-grossense, sendo os primeiros não-indígenas a se estabelecerem no território.
Em 1719, os irmãos Leme da Silva, por acidente, desviam-se da rota convencional das monções e se fixam em um local no trajeto, onde criam a Fazenda Camapuã, onde surgiu o povoado embrião da atual Camapuã.
Muitas das primeiras povoações do estado surgiram como fortalezas e presídios localizadas nas rotas das monções, como Coimbra (1775), Ladário (1778) e Miranda (1797).
Em 1864, o ditador paraguaio Francisco Solano López invadiu o então sul de Mato Grosso (atual Mato Grosso do Sul), dando início à Guerra do Paraguai (1864-70).

### Pós-Guerra do Paraguai e antes da emancipação

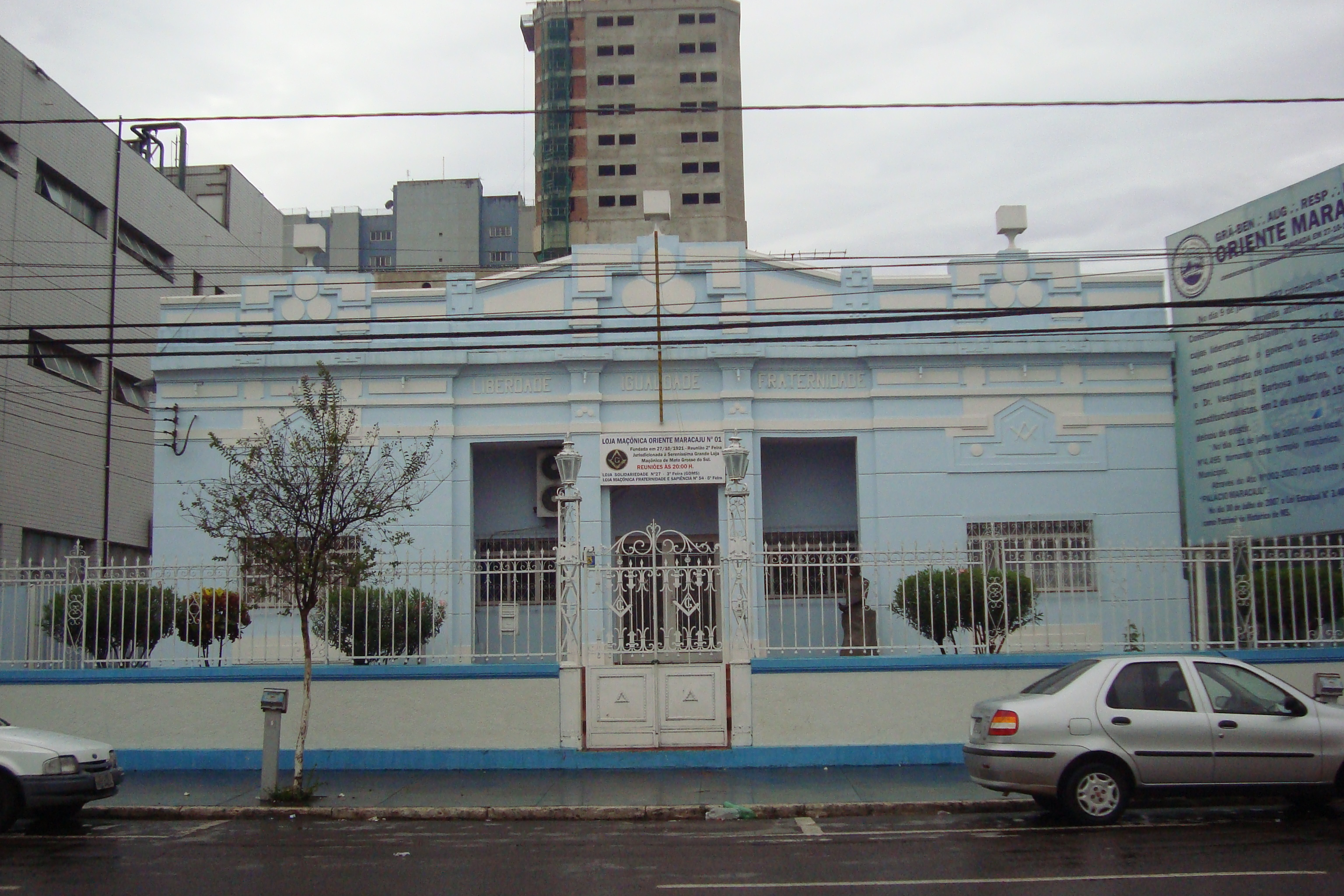
Palácio Maracaju, sede do Estado de Maracaju, localizado em Campo Grande

Localização do Território Federal de Ponta Porã

Nas décadas após a Guerra do Paraguai (1864-1870), o atual Mato Grosso do Sul recebeu ondas migratórias vindas do Sul e Sudeste do Brasil, atraídas pelas terras férteis, criação de gado e o cultivo de erva-mate, que ampliaram o povoamento do estado. Alguns imigrantes europeus, sobretudo italianos e espanhóis, também se fixaram no estado.
Novas cidades surgiram nas das antigas fortalezas da guerra, como Dourados e Coxim, além de Campo Grande, fundada por mineiros logo após o fim do conflito.
A primeira tentativa conhecida de separar o sul de Mato Grosso do restante do estado, criando assim um novo estado, é data de 1892 e foi uma iniciativa de alguns revolucionários, cuja liderança era a do Coronel João da Silva Barbosa.
No início do século XX, a construção da Estrada de Ferro Noroeste do Brasil rompeu o isolamento do sul de Mato Grosso, ligando Corumbá ao litoral de São Paulo e isso alavancou o desenvolvimento da região. Além disso, o sul mato-grossense sentia-se mais próximo a São Paulo do que a Cuiabá, favorecendo o separatismo.
Em 1932, com a Revolução Constitucionalista em São Paulo, foi criado, por rebeldes apoiadores da causa paulista, o Estado de Maracaju, cujas terras abrangiam o atual estado de Mato Grosso do Sul, e Vespasiano Martins foi nomeado governador. Com o fim da Revolução, Maracaju foi dissolvido e reincorporado a Mato Grosso.
Após o Brasil entrar na Segunda Guerra Mundial, em 1943, o então presidente Getúlio Vargas ordenou a criação de territórios federais em regiões estratégicas de fronteira, como o de Ponta Porã, que existiu até 1946, quando voltou a pertencer a Mato Grosso.
A partir dos anos 1950, o desenvolvimento do agronegócio e a expansão da fronteira agrícola trouxeram migrantes de outros estados.

### Emancipação política
A ideia de desmembrar o antigo sul de Mato Grosso contornou definitivamente o atual estado em 1975, com a tese Divisão político-administrativa de Mato Grosso, que a Associação dos Diplomados da Escola Superior de Guerra (ADESG) publicou, cujos dados basearam a campanha intensificada pelo desmembramento. O presidente Ernesto Geisel comunicou que o governo federal decidiu sobre o assunto durante uma reunião com o então governador de Mato Grosso, José Garcia Neto, em 4 de maio de 1977. Conforme o primeiro projeto de lei, o novo estado seria chamado de "Campo Grande". Quando o Congresso Nacional aprovou a lei e o presidente do Brasil sancionou, em 11 de outubro do mesmo ano, o nome do estado foi mudado para "Mato Grosso do Sul" e foi decidido que a capital do novo estado seria Campo Grande.
A emancipação do sul de Mato Grosso em um novo estado se deve a dois fatores: o grande território de Mato Grosso, que o impedia de ser governado eficazmente, e fatores geográficos e sociais, com o então sul do estado com uma vegetação de campos, melhor distribuição fundiária, agricultura mais intensiva e maior densidade demográfica, e o norte mato-grossense dominado pela Amazônia, com o predomínio do latifúndio e da agricultura extensiva.

### Novo estado

Vista de Campo Grande, 1974. Arquivo Nacional

A afirmação dada pela lei que constituiu Mato Grosso do Sul nos quatro primeiros anos em que passou a existir, desde 1º de janeiro de 1979, foi a de que o presidente do Brasil nomeou um interventor que governaria o novo estado. Naquela data o presidente Ernesto Geisel investiu no cargo, em Brasília, o profissional da engenharia Harry Amorim Costa. Durante aquela ocasião, foi acentuado pelo presidente Ernesto Geisel que o fato de ser criado Mato Grosso do Sul teve como significado "o reconhecimento de uma realidade econômica e social" e foi destacado no novo estado — então a 23ª unidade da federação brasileira — a "extraordinária vocação para o desenvolvimento agropecuário e agroindustrial", devido acima de tudo dos solos férteis da região de Dourados e do grande potencial que o cerrado tem da agricultura.
Cortando o mandato do primeiro governador pelo primeiro ano, Marcelo Miranda Soares substituiu Harry Amorim. Quem demitiu Marcelo Miranda, por sua vez, já em 1980 foi o presidente do Brasil João Baptista Figueiredo e quem substituiu foi Pedro Pedrossian, "de modo a promover maior entrosamento e unidade política no estado, com vistas às eleições de 1982". Contudo, nem o fato de substituir nem as verbas que o governo liberou em 1981 foi a garantia de que o governo fosse vitorioso nas eleições de 1982. Foi eleito governador Wilson Barbosa Martins, ex-deputado federal cassado.
O governo de Wilson Martins enfatizou a industrialização, perante o fato de instituir os incentivos—um dos quais tem consistido na fixação de um prazo de três anos de carência para recolher o Imposto de Circulação de Mercadorias e Serviços (ICM) do estabelecimento das empresas industriais no estado até 1989. Também foi atacado pelo novo governo que o meio ambiente fosse ameaçado, quando teve o apoio em 1984 da Operação Pantanal 2, que a Secretaria Especial do Meio Ambiente (Sema) organizou, com as forças armadas e as polícias civil e militar ajudando. O destino da operação era a repreensão dos "coureiros" que praticavam a caça ilegal no pantanal. Foi pronunciado por Martins que ele foi contrário ao fato de instalar mais seis destilarias de álcool na bacia hidrográfica do rio Paraguai: considerava o projeto como ameaçador do meio ambiente, pois foi previsto pelo então governador da época que fossem despejados de 15 milhões de litros de vinhoto diariamente nos rios.
Nos anos 1980 foi procurado pelo governo estadual que ele mesmo voltasse a discutir sobre os problemas sociais, inclusive setores infraestruturais como a educação e a saúde. O governo instalou a primeira companhia da Polícia Florestal, que tem a incumbência de promover a redução das ações da predação humana no Pantanal, área que empresas pesqueiras e caçadores depredaram. Também foi implantado o Grupo de Operações de Fronteira (GOF) para a repressão do tráfico de drogas, o fato de contrabandear e a caçar ilegalmente animais silvestres nos 400 km de fronteiras com a Bolívia e o Paraguai.
A par de desenvolver o turismo ecológico, que o Pantanal propiciou, nos anos 1990 têm crescido as perspectivas de desenvolver a economia, acima de tudo com o fato de decidir a conclusão das obras da Ferronorte, que dará permissão ao transporte ferroviário da produção agrícola em direção ao porto de Santos, no estado de São Paulo. Em 1997 o governo privatizou a Empresa Energética do Estado de Mato Grosso do Sul.

### Século XXI

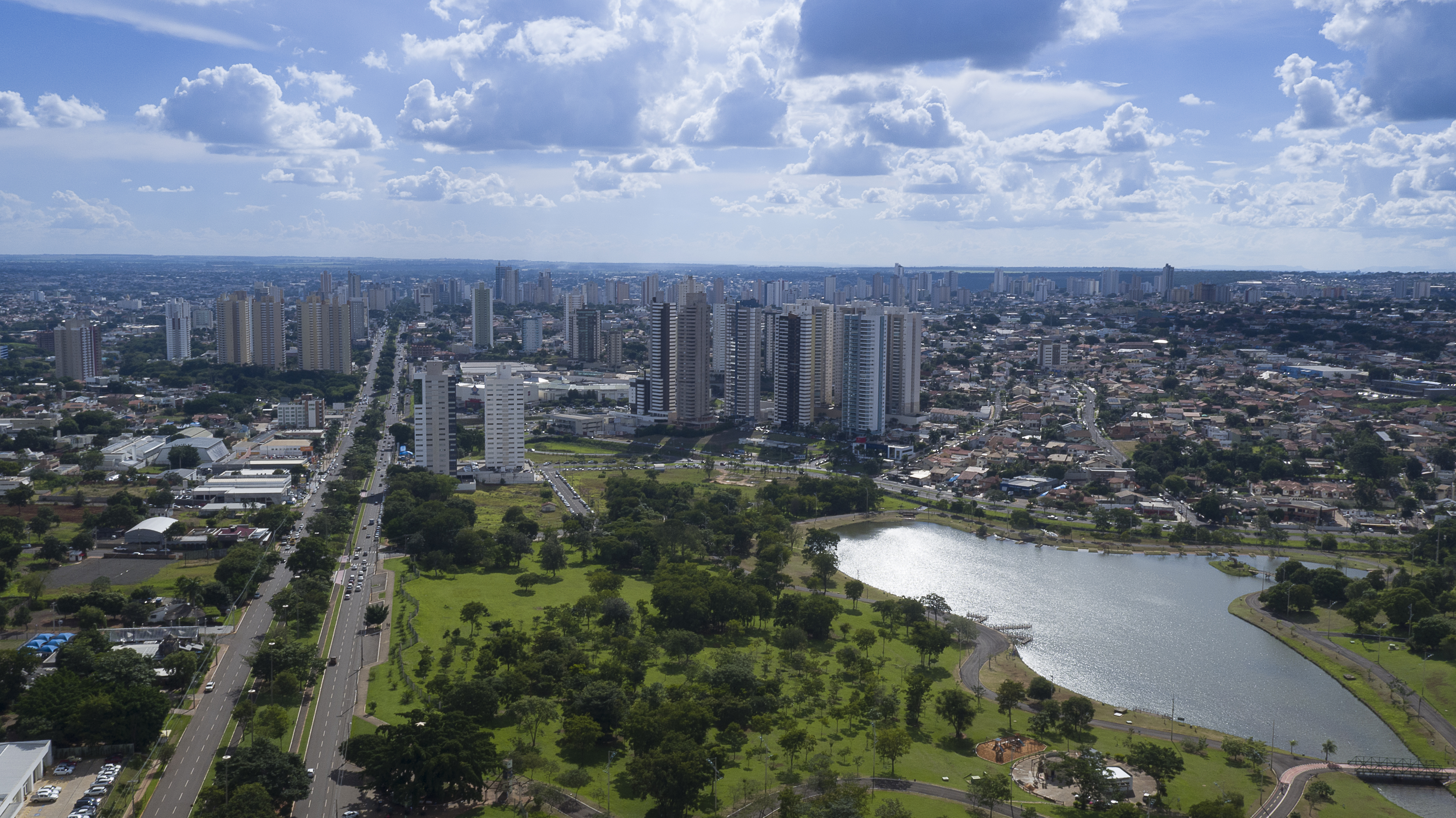
Campo Grande, capital e principal centro econômico do estado

Nos anos de 2005 e 2006, o fato de descobrir focos de febre aftosa no estado tem levado aproximadamente 50 países à restrição ou à proibição de comprar carne bovina no Brasil. Foi confirmado pela União Europeia (UE) que fosse restringida a carne de Mato Grosso do Sul em setembro de 2007. Essa medida foi revogada em outubro de 2008.
De 2002 a 2008, os lenhadores desmataram 4 279 quilômetros quadrados do bioma Pantanal, dos quais 65% ficavam em território sul-mato-grossense. Em maio de 2008, foi realizada pelo Instituto Brasileiro do Meio Ambiente e dos Recursos Naturais Renováveis (Ibama), a Operação Ouro Negro, que visa combater o trabalho de explorar ilegalmente a lenha e o carvão no Pantanal. O Ibama multou seis carvoarias por não licenciarem e sim desmatarem acima do limite que a instituição ambiental autorizou.
A justiça condenou o ex-prefeito do município de Dourados Ari Artuzi e os ex-vereadores Sidlei Alves, Humberto Teixeira Junior e Evaldo de Melo Moreira, em outubro de 2011, por terem cometido crime de improbidade administrativa. Um outro processo será respondido pelos quatro políticos. Eles foram acusados por superfaturar o fato de licitar e pagar propina.

## Geografia
O estado de Mato Grosso do Sul está localizado no sul da região Centro-Oeste do Brasil e tem como limites Goiás ao nordeste, Minas Gerais ao leste, Mato Grosso ao norte, Paraná ao sul, São Paulo ao sudeste, Paraguai ao oeste e sul e a Bolívia ao noroeste.
Ocupa uma superfície de 357 145,532 quilômetros quadrados, participando com 22,2 por cento da superfície da Região Centro-Oeste do Brasil e 4,2 por cento da área territorial brasileira (de 8 514 876,6 km²), sendo ligeiramente maior que a Alemanha.
Possui, ainda, 79 municípios, 165 distritos, quatro mesorregiões geográficas e onze microrregiões geográficas, de acordo com o Instituto Brasileiro de Geografia e Estatística.

### Hidrografia
O território estadual é drenado a leste pelos sistemas dos rios Paraná, sendo seus principais afluentes os rios Sucuriú, Verde, Pardo e Ivinhema; a oeste é drenado pelo Paraguai, cujos principais afluentes são os rios Taquari, Aquidauana e Miranda.
Pelo Rio Paraguai escoam as águas da planície do Pantanal e terrenos periféricos. Na baixada, produzem-se anualmente inundações de longa duração. A linha de divisa com o estado de Mato Grosso segue limites naturais formados por vários rios e camalotes.

### Vegetação
Os cerrados recobrem a maior parte do estado, mas também destaca-se a Floresta Estacional Semidecidual. Há ainda a presença de pampas e Mata Atlântica.
Na planície do Pantanal, no oeste do estado, durante o período de cheias do Rio Paraguai , a região vira a maior região alagadiça do planeta, lá se combinam vegetações de todo o Brasil (até mesmo da Caatinga e da Floresta Amazônica). É um dos biomas com maior abundância de biodiversidade do Brasil, embora seja considerada pouco rica em número de espécies.

### Relevo
O Relevo de Mato Grosso do Sul é formado por planaltos, patamares e chapadões, todos inseridos nas bacias dos rios Paraná e Paraguai. O arcabouço geológico de Mato Grosso do Sul é formado por três unidades geotectônicas distintas: a plataforma amazônica, o cinturão metamórfico Paraguai-Araguaia e a bacia sedimentar do Paraná. Sobre essas unidades, visualizam-se dois conjuntos estruturais. O primeiro, mais antigo, com dobras e falhas, está localizado em terrenos pré-cambrianos, e o segundo, em terrenos fanerozoicos, na bacia sedimentar do Paraná.
Não ocorrem grandes altitudes nas duas principais formações montanhosas, as serras da Bodoquena e de Maracaju, que formam os divisores de águas das bacias do Paraguai e do Paraná. As altitudes médias do estado ficam entre duzentos e seiscentos metros.

### Clima
Na maior parte do território do estado predomina o clima do tipo tropical ou tropical de altitude, com chuvas de verão e inverno frio e seco, caracterizado por médias termométricas que variam entre 25 °C na Baixada do Paraguai e vinte graus centígrados no planalto. No extremo meridional ocorre o clima subtropical, em virtude de uma latitude um pouco mais elevada e do relevo de planalto.
As geadas são comuns no sul do estado registrando em média três ocorrências do fenômeno por ano. Observa-se o mesmo regime de chuvas de verão e inverno seco e a pluviosidade anual é, também, de aproximadamente 1 500 milímetros.

## Demografia
A população de Mato Grosso do Sul tem crescido a altos níveis desde a década de 1870, quando o estado passou a ser efetivamente povoado. Entre a década de 1940 e o ano de 2008, a população aumentou quase dez vezes, ao passo que a população do Brasil, no mesmo período, aumentou pouco mais que quatro vezes. Isso, no entanto, não se dá devido a uma alta taxa de natalidade no estado, mas à grande quantidade de migrantes de outros estados ou imigrantes em Mato Grosso do Sul. Segundo o Instituto Brasileiro de Geografia e Estatística, no ano de 2005, 30,2% da população residente no estado não era natural daquela unidade da federação, ao passo em que a taxa de fecundidade no estado no ano 2000 era a décima menor do Brasil, com 2,4 filhos por mulher.

### Composição étnica

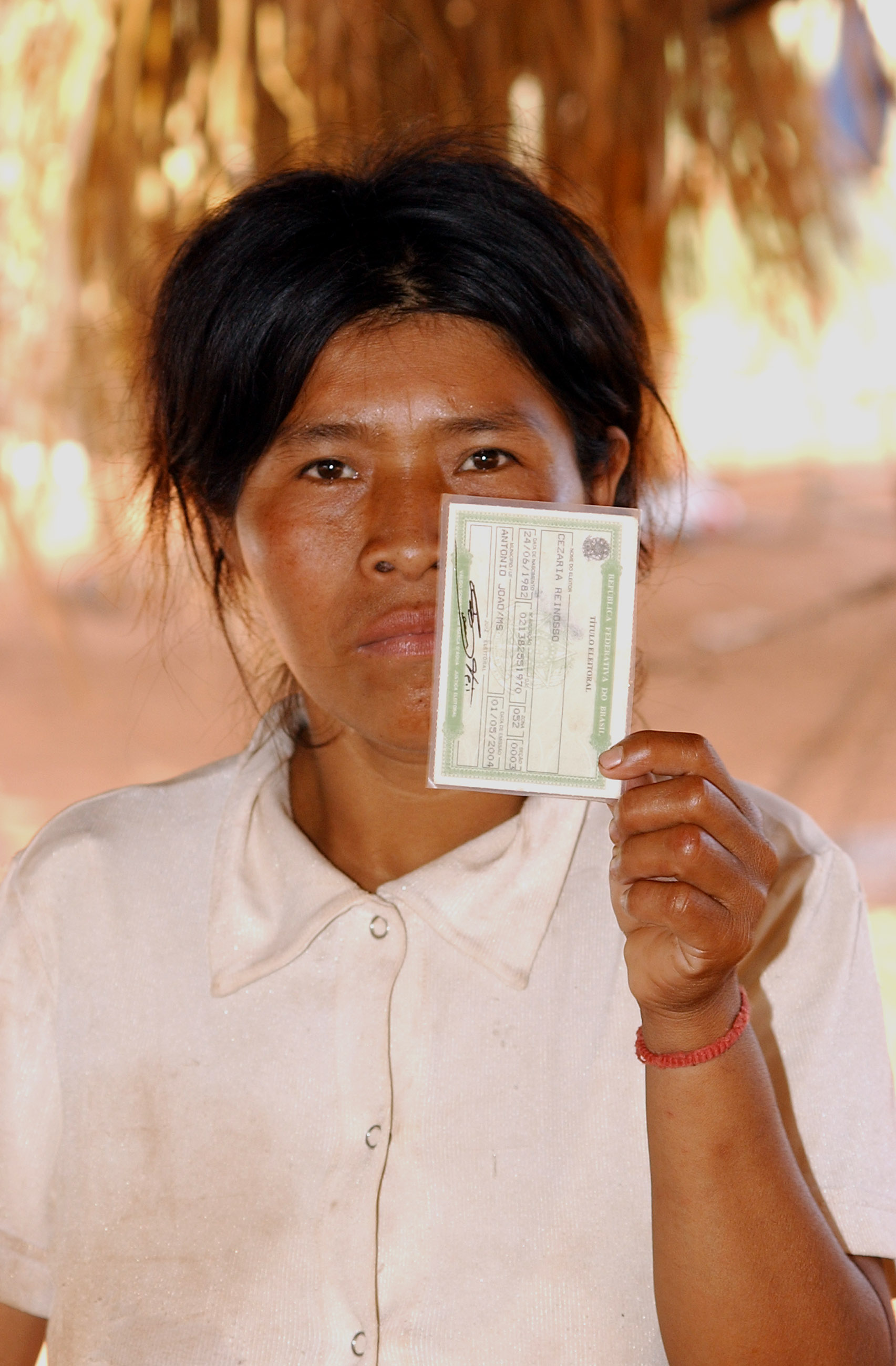
Mulher guarani-kaiowá exibindo seu título eleitoral no município de Antônio João

Segundo o Censo de 2010, a composição étnica da população sul-mato-grossense era a seguinte naquele ano: 47,29% brancos, 43,59% pardos, 4,90% pretos, 2,99% indígenas e 1,22% amarelos.

#### Migração e imigração

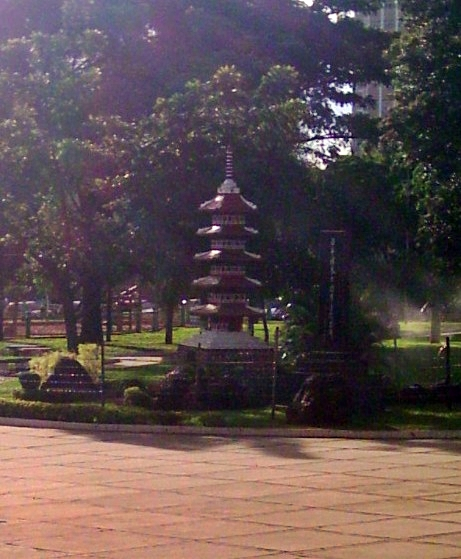
Monumento à imigração japonesa, em Campo Grande

Pelas informações dos censos de 1991 e 1996, entre 1970 e 1990 houve redução nas migrações interestaduais nas últimas décadas e também queda do saldo migratório em Mato Grosso do Sul. Segundo os dados, em 1991 houve a entrada de 124 045 pessoas de outros estados e a saída de 105 009, resultando no saldo migratório de 19 036. Já em 1996, 87 374 pessoas imigraram para o estado e 73 748 emigraram desse para outros estados, resultando num saldo migratório de 13 626 habitantes.[carece de fontes?]
No geral, o cenário demográfico e social apresentado em Mato Grosso do Sul se baseia na tomada de decisões das diversas instâncias de atuação da sociedade civil, da academia e dos diversos níveis de governos, possibilitando e adequando o planejamento e ações dentro de uma visão panorâmica real nos níveis desejados de qualidade de vida e com o devido padrão de desenvolvimento sustentável.
Durante seus quase quinhentos anos de história espanhola, portuguesa e brasileira, a chegada de imigrantes, colonizadores e conquistadores foi constante. Desde que o primeiro colonizador europeu, Aleixo Garcia, que teria pisado em seu território em 1524, ao percorrer o caminho do Peabiru, o estado de Mato Grosso do Sul recebeu migrantes de diversas partes do Brasil nas diferentes fases de sua ocupação. Visando a substituição da mão de obra escrava por trabalhadores livres no Brasil, o Governo Imperial passou, a partir da segunda metade do século XIX, a promover mais ativamente a imigração, principalmente europeia para o Brasil. Dessa época até o nacionalismo do Estado Novo, que dificultou a imigração, o Brasil recebeu milhões de imigrantes, não só europeus. O sul mato-grossense não foi exceção.
A partir de 1890, o estado de Mato Grosso – notadamente o sul mato-grossense – apresentou uma população de estrangeiros crescente, superior a seis por cento da população total, até 1920, quando o número decaiu para entre cinco e três por cento da população em 1970. De qualquer maneira, no período entre 1872 e 1970, Mato Grosso e o sul mato-grossense tiveram continuadamente uma população estrangeira acima da média nacional, caso este que somente se repetiu com quatro outros estados e a cidade do Rio de Janeiro. Na cidade de Corumbá, por exemplo, era difícil localizar quem falasse o idioma português. Entre 1920 e 1970, mais de cinquenta por cento dos estrangeiros que habitavam Mato Grosso eram paraguaios. Outros treze por cento eram naturais da Bolívia.

## Subdivisões

Limites das regiões intermediárias em vermelho e imediatas em cinza

O Mato Grosso do Sul é composto por 79 municípios, que estão distribuídos em 12 regiões geográficas imediatas, que por sua vez estão agrupadas em três regiões geográficas intermediárias, segundo a divisão do Instituto Brasileiro de Geografia e Estatística (IBGE) vigente desde 2017.
As regiões geográficas intermediárias foram apresentadas em 2017, com a atualização da divisão regional do Brasil, e correspondem a uma revisão das antigas mesorregiões, que estavam em vigor desde a divisão de 1989. As regiões geográficas imediatas, por sua vez, substituíram as microrregiões. Na divisão vigente até 2017, os municípios do estado estavam distribuídos em onze microrregiões e quatro mesorregiões, segundo o IBGE.

## Política

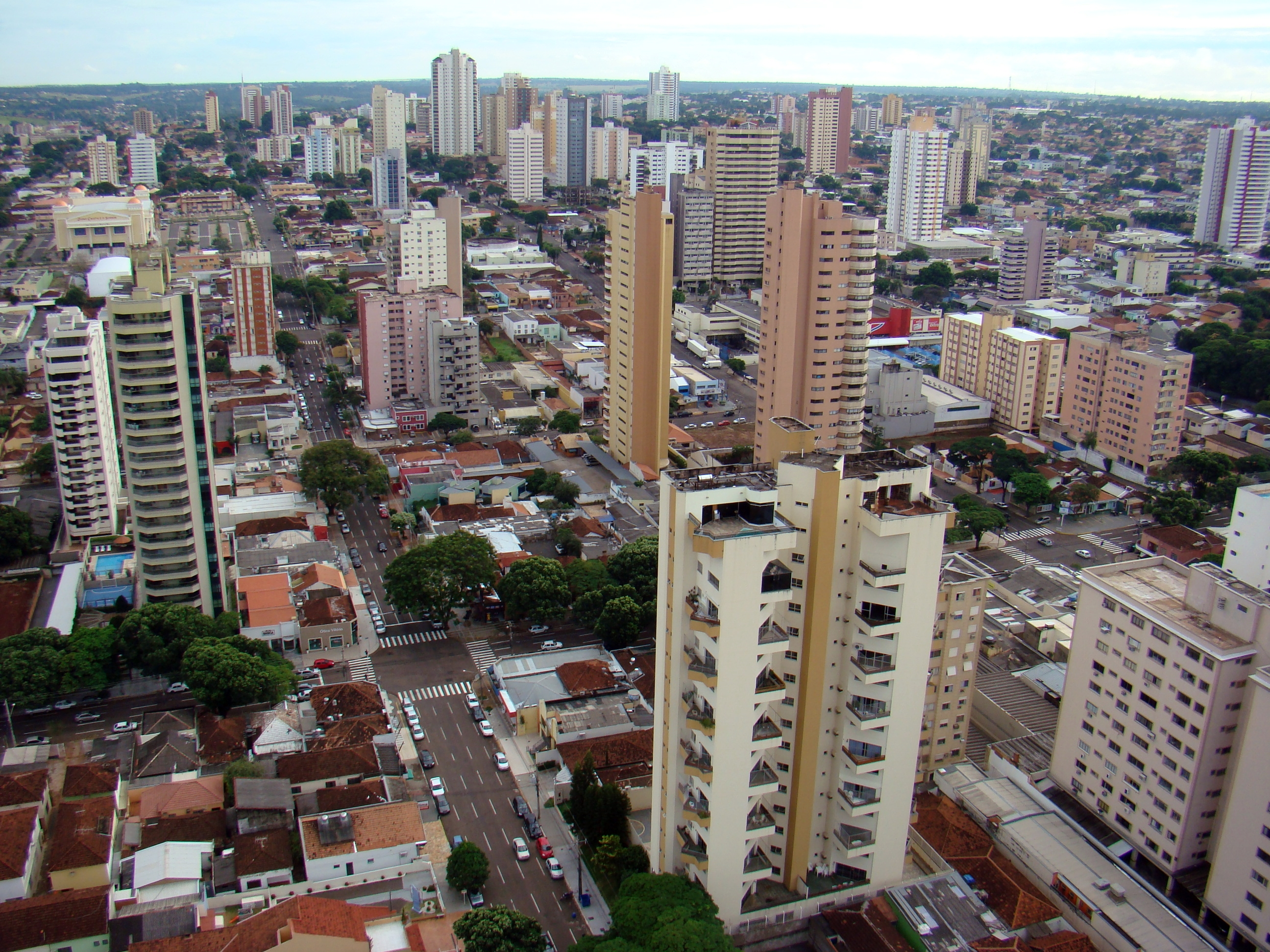
Panorama da região central de Campo Grande, capital e maior cidade do estado

O estado de Mato Grosso do Sul, assim como em uma república, é governado por três poderes, o executivo, representado pelo governador, o legislativo, representado pela Assembleia Legislativa do Estado de Mato Grosso do Sul, e o judiciário, representado pelo Tribunal de Justiça do Estado de Mato Grosso do Sul e outros tribunais e juízes.
Além dos três poderes, o estado também permite a participação popular nas decisões do governo através de referendos e plebiscitos.
A atual constituição do estado foi promulgada em 1989, acrescida das alterações resultantes de posteriores Emendas Constitucionais.
O poder executivo sul-mato-grossense está centralizado no governador do estado, que é eleito em sufrágio universal e voto direto e secreto pela população para mandatos de até quatro anos de duração, podendo ser reeleito para mais um mandato.
Nas  eleições estaduais de 2022, Eduardo Riedel, foi eleito governador, derrotando Renan Contar.
O poder legislativo estadual é unicameral, constituído pela Assembleia Legislativa do Estado de Mato Grosso do Sul, localizada no Palácio Guaicurus, no Parque dos Poderes, em Campo Grande. Ela é constituída por 24 deputados, que são eleitos a cada quatro anos. No Congresso Nacional, a representação sul-mato-grossense é de três senadores e oito deputados federais.
O poder judiciário tem a função de julgar, conforme leis criadas pelo legislativo e regras constitucionais brasileiras, sendo composto por desembargadores, juízes e ministros. Atualmente, a maior corte do Poder Judiciário sul-mato-grossense é o Tribunal de Justiça de Mato Grosso do Sul.

## Economia
Painel da B3 em São Paulo.A região onde Mato Grosso do Sul está localizado contribui muito para o seu desenvolvimento econômico, pois é vizinho de grandes centros produtores e consumidores do Brasil: Minas Gerais, São Paulo e Paraná, além de fazer fronteira com a Bolívia e o Paraguai, uma vez que se situa na rota de mercados potenciais de toda a zona ocidental da América do Sul e se comunica com a Argentina através da Bacia do rio da Prata, dando também acesso ao Oceano Atlântico e ao Pacífico através dos países andinos.
A principal área econômica do estado de Mato Grosso do Sul é a do planalto da Bacia do Paraná, com seus solos florestais e de terra roxa. Nessa região, os meios de transporte são mais eficientes e os mercados consumidores da região Sudeste estão mais próximos.

### Agropecuária
Sua economia está baseada na produção rural (animal, vegetal, extrativa vegetal e indústria rural), indústria, extração mineral, turismo e prestação de serviços. O estado possui um dos maiores rebanhos bovinos do país. Além da vocação agropecuária, a infraestrutura econômica existente e a localização geográfica permitem ao estado exercer o papel de centro de redistribuição de produtos oriundos dos grandes centros consumidores para o restante da região Centro-Oeste e a região Norte do Brasil. Quanto a sua pauta de exportações, Mato Grosso do Sul se destacou na venda para o exterior de açúcar in natura (17,26%), soja (16,96%), carne bovina congelada (10,37%), pastas químicas de madeira à soda ou sulfato (10,34%) e milho (9,99%).
Segundo dados de 2020, se Mato Grosso do Sul fosse um país, seria o quinto maior produtor mundial de oleaginosas. Em 2020, Mato Grosso do Sul foi o quinto maior produtor de grãos do país, com 7,9%.  Na soja, produziu 10,5 milhões de toneladas em 2020, um dos maiores estados produtores do Brasil, em torno do 5º lugar. É o quarto maior produtor de cana-de-açúcar, com cerca de 49 milhões de toneladas colhidas na safra 2019/20. Em 2019, o Mato Grosso do Sul também foi um dos maiores produtores de milho do país, com 10,1 milhões de toneladas. Na produção de mandioca, o Brasil produziu um total de 17,6 milhões de toneladas em 2018. Mato Grosso do Sul foi o sexto maior produtor do país, com 721 mil toneladas.
O estado possui o quarto maior rebanho bovino do Brasil, com um total de 21,4 milhões de cabeças de gado. O estado é um grande exportador de carne bovina, mas também de aves e suínos. Na avicultura, o estado tinha, em 2017, um rebanho de 22 milhões de aves. Na carne de porco, em 2019, o Mato Grosso do Sul processou mais de 2 milhões de animais. O estado ocupa a 7ª posição brasileira na suinocultura, avançando para se tornar o 4º maior produtor brasileiro nos próximos anos.
Em 2017, Mato Grosso do Sul detinha 0,71% da participação mineral nacional (6º lugar no país). Mato Grosso do Sul produziu ferro (3,1 milhões de toneladas no valor de R$ 324 milhões) e manganês (648 mil toneladas no valor de R$ 299 milhões).

### Indústria
Mato Grosso do Sul teve um PIB industrial de R$ 19,1 bilhões em 2017, equivalente a 1,6% da indústria nacional. Emprega 122.162 trabalhadores na indústria. Os principais setores industriais são: Serviços Industriais de Utilidade Pública, como Eletricidade e Água (23,2%), Construção (20,8%), Alimentos (15,8%), Celulose e Papel (15,1%) e Derivados de Petróleo e Biocombustíveis (12,5%). Esses 5 setores concentram 87,4% da indústria do estado.
Na cidade de Três Lagoas, a produção de papel e celulose é considerável. Mato Grosso do Sul registrou crescimento acima da média nacional na produção de celulose, atingiu a marca de 1 milhão de hectares de eucalipto plantado, ampliou seu parque industrial no setor e consolidou-se como o maior exportador do produto no país no primeiro trimestre de 2020. Entre 2010 e 2018, a produção no sul de Mato Grosso aumentou 308%, atingindo 17 milhões de metros cúbicos de madeira redonda de papel e celulose em 2018. Em 2019, o Mato Grosso do Sul alcançou a liderança das exportações no comercializado no país, com 9,7 milhões de toneladas comercializadas: 22,20% do total exportado brasileiro de celulose naquele ano.

### Turismo
Conhecido por sua biodiversidade, encontrada principalmente no Complexo do Pantanal e no Parque Nacional da Serra da Bodoquena, o Mato Grosso do Sul possui atrativos naturais e culturais que podem ser vistos ao participar de passeios turísticos. Os cenários são distintos e ricos em flora, fauna e exuberância da natureza. Possui comidas típicas no interior e na capital. O turismo ecológico também representa uma importante fonte de receita para o estado.
Sua capital é Campo Grande e suas principais cidades turísticas são Bonito, Jardim e Bodoquena localizados no Parque Nacional da Serra da Bodoquena; cidades de Corumbá, Aquidauana, Miranda, Anastácio, e Porto Murtinho no Complexo do Pantanal; Ponta Porã e Bela Vista na fronteira com o Paraguai, além das cidades de Costa Rica, Rio Verde e Fátima do Sul.[carece de fontes?]

## Infraestrutura

### Educação

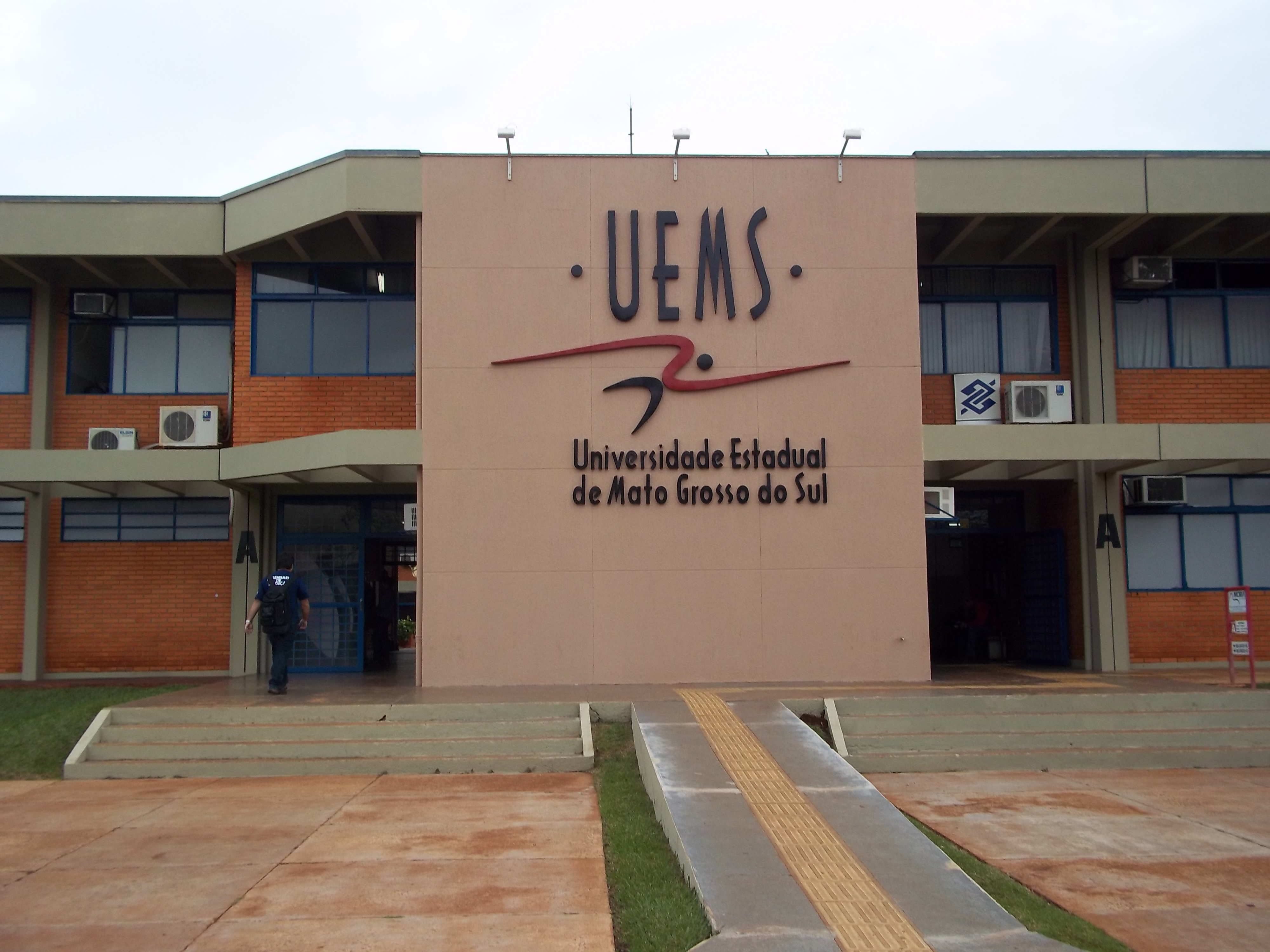
Campus da UEMS em Dourados

A taxa de analfabetismo em Mato Grosso do Sul decresceu no final do século XX, com reduções nos níveis de analfabetismo classe etária de 10 anos e mais, passando de 23,37%, em 1980, para 9,5% em 2004. E apesar das reduções serem significativas, os dados da área urbana e rural foram bem distintos.[carece de fontes?]
As principais instituições de ensino superior de Mato Grosso do Sul são: Universidade Federal de Mato Grosso do Sul (UFMS); Universidade Federal da Grande Dourados (UFGD); Universidade Estadual de Mato Grosso do Sul (UEMS) e Instituto Federal de Mato Grosso do Sul (IFMS).
Em novembro de 2009, foi implantado na Universidade Federal de Mato Grosso do Sul o Centro Tecnológico de Eletrônica e Informática de Mato Grosso do Sul (CTEI-MS), um polo tecnológico criado pela parceria entre a UFMS, a UCDB e a UNIDERP. Foi montada no CTEI uma das redes de informática mais rápidas do país, que opera a 10 Gb/s.

### Energia

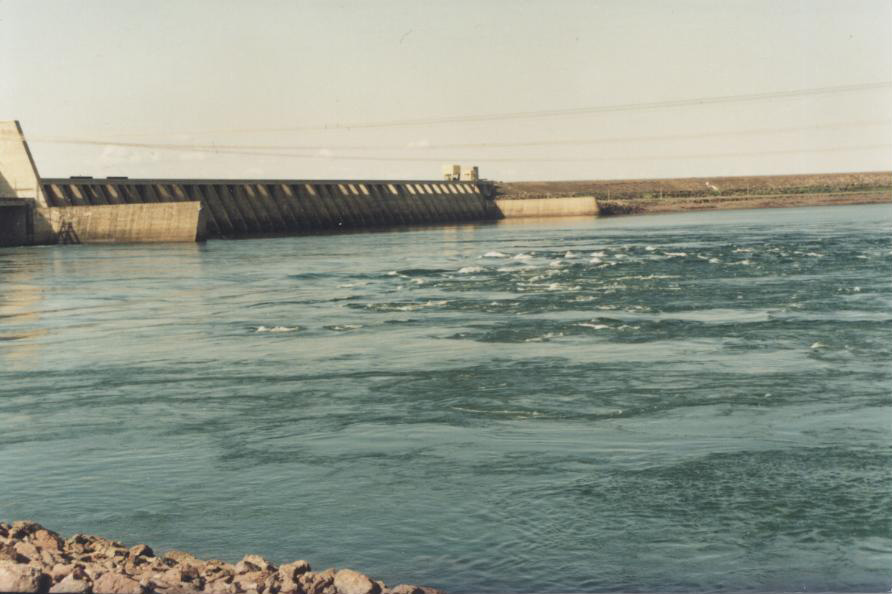
Usina Hidrelétrica Engenheiro Sousa Dias, na divisa com São Paulo

Mato Grosso do Sul possui uma capacidade de geração de energia instalada é de 7 826,5 MW, sendo 94% é de origem renovável. Desse total, 6 740,8 MW são provenientes de usinas hidrelétricas, 464,7 MW de gás natural, 427,4 MW de biomassa e 182,8 MW de pequenas centrais hidrelétricas. Porém, até 2015, a capacidade de geração terá um incremento de 4 208,4 MW a partir do início das operações da Usina Hidrelétrica São Domingos dentre outras usinas de biomassa e PCHs. Ainda assim, a maior parte da energia consumida no estado é produzida pela Usina Hidrelétrica Engenheiro Sousa Dias, na divisa com São Paulo.

### Transportes

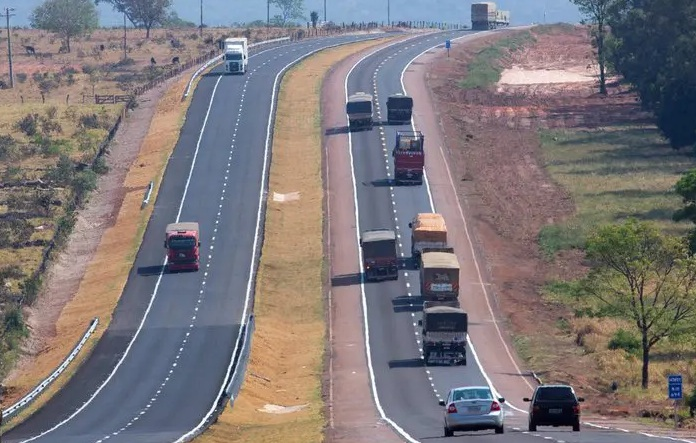
BR-163, trecho duplicado no Mato Grosso do Sul

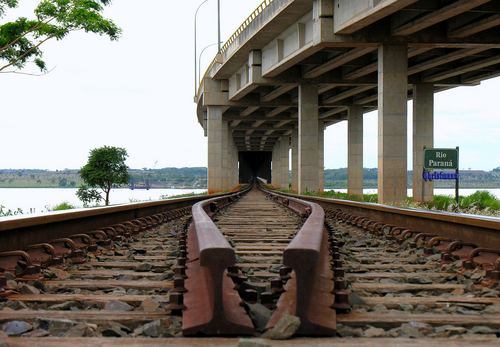
Ferrovia Norte Brasil, trecho sobre o rio Paraná, entre os estados de Mato Grosso do Sul e São Paulo

Em 2022, Mato Grosso do Sul possuía 45 176,8 km de rodovias municipais, 15 084,0 km de rodovias estaduais e 3 197,6 km de rodovias federais. Em 2022 eram cerca de 8 000 km de rodovias pavimentadas (entre rodovias estaduais e federais). Seu sistema viário contribui em boa medida para o escoamento da produção agropecuária. Os principais eixos rodoviários são: BR-163, que liga os municípios de Sonora a Mundo Novo, onde havia cerca de 120 km de pistas duplicadas em 2022, com planejamento futuro para um total de 847 km de duplicações, cruzando todo o estado; BR-267, que liga Porto Murtinho a Bataguassu (Porto XV de Novembro), no rio Paraná, e a Ourinhos, em São Paulo; BR-060, que liga Chapadão do Sul a Bela Vista e a BR-262, que Liga Corumbá a Vitória (Espírito Santo).
Tendo uma malha rodoviária desenvolvida para os padrões nacionais, MS possui vários terminais rodoviários de passageiros, se destacando os terminais de Campo Grande, Dourados e Esplanada da Estação (Corumbá). Mato Grosso do Sul sedia ainda três grandes empresas nacionais de transporte rodoviário de passageiros: Expresso Queiroz, Viação Cruzeiro do Sul e Viação São Luiz.
O estado também possui duas linhas ferroviárias: a Estrada de Ferro Noroeste do Brasil, que liga o centro-oeste do estado de São Paulo com a cidade de Corumbá, em Mato Grosso do Sul, na do Rio Paraguai, com 1 330 quilômetros de extensão; e Ferronorte, que liga a cidade de Santa Fé do Sul a Rondonópolis desde 1989, sendo um dos principais corredores de escoamento de grãos da região, com 755 quilômetros que ligam o noroeste paulista com o sul mato-grossense.
A navegação fluvial, que já teve importância decisiva, vem perdendo a preeminência. Dois eixos fluviais compõem o estado, ambos pertencentes à Bacia do Rio da Prata. O Rio Paraguai integra o estado com os países vizinhos Paraguai e Argentina, e com Mato Grosso pelo porto de Cáceres. Os principais produtos transportados no rio são: minérios de ferro e de manganês, cimento, madeira, derivados de petróleo e gado em pé. No ano de 1999, essa hidrovia começou a transportar açúcar, partindo de Porto Murtinho. Os principais portos são os de Corumbá Ladário e Esperança) e Porto Murtinho. Por fim, através do Rio Paraná que corre a Hidrovia Tietê-Paraná.
Mato Grosso do Sul é um estado muito bem servido no que diz respeito a aeroportos, possuindo sete em operação, sendo três internacionais (Aeroporto Internacional de Campo Grande, Aeroporto Internacional de Corumbá e Aeroporto Internacional de Ponta Porã) e quatro regionais (Aeroporto Plínio Alarcom, Aeroporto Regional de Dourados, Aeroporto Regional de Bonito e Aeroporto Regional de Nova Andradina)

## Cultura

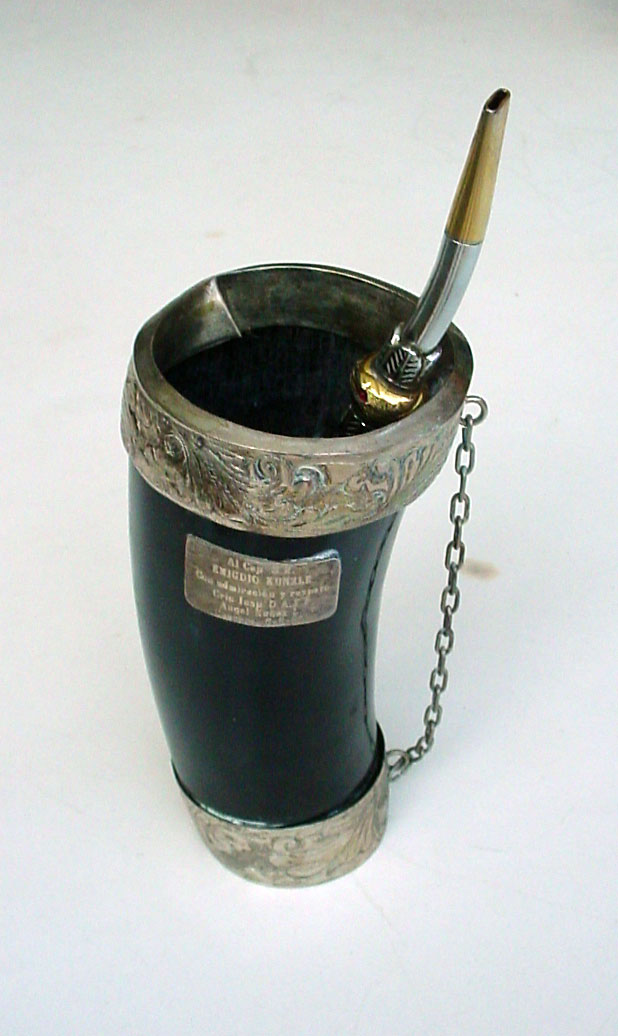
O tereré, a bebida típica do estado

A cultura inclui a linguagem, as crenças, os costumes, as cerimônias, a conduta, a arte, a culinária, a moda, o folclore, os gestos e o modo de vida de determinado número de pessoas em um período. O local onde se situa, o meio ambiente, a economia e o que cerca um povo influência o seu modo de vida. A cultura local é uma mistura de várias contribuições das migrações ocorridas em seu território:
- Pratos típicos: Chipa, Farofa de banana, Farofa de carne, Furrundu, Pacu assado, Puchero, Quibebe de mamão, Sopa paraguaia, Saltenha, Quebra-torto, Arroz carreteiro, Macarrão boiadeiro;
- Bebidas típicas: Caldo de piranha, Licor de pequi, Sorvete de bocaiuva, geladinho e Tereré;
- Símbolos: Tuiuiú, Trem do Pantanal;
- Música: Rasqueado, Guarânia, Chamamé, Cururu, Siriri, Vanerão, Sertanejo, Rock.

### Esportes
Mato Grosso do Sul possui vários equipamentos esportivos que impulsionam o turismo esportivo e atraem milhares de pessoas, com um razoável planejamento de infraestrutura esportiva: recebe todo ano eventos esportivos e automobilísticos importantes como a Formula Truck e a Stock Car. O maior estádio universitário da América Latina também se encontra no estado.
No estado nasceu o medalhista olímpico Rafael Silva no judô, o medalhista em Mundiais de atletismo Zequinha Barbosa, o tricampeão Pan-Americano e finalista olímpico Leonardo de Deus na natação e Müller, campeão mundial de futebol em 1994 pela Seleção Brasileira.